# Schizoprymnus torreador
Schizoprymnus torreador är en stekelart som beskrevs av Papp 1991. Schizoprymnus torreador ingår i släktet Schizoprymnus och familjen bracksteklar. Inga underarter finns listade i Catalogue of Life.